# Blokersi
Blokersi – termin wymyślony pod koniec lat dziewięćdziesiątych dwudziestego wieku przez fotoreporterkę Marię Zbąską, spopularyzowany przez prasę określający sfrustrowanych, uważających się za pozbawionych perspektyw, młodych ludzi, dla których stojąca przed blokiem ławka jest centrum życia towarzyskiego, często nadużywających alkoholu i marihuany. Blokersi często mylnie kojarzeni są z subkulturą hiphopową.
Blokersi są bohaterami filmu o takim samym tytule nakręconego przez Sylwestra Latkowskiego.